# Bahnhof Berlin Zoologischer Garten
Bahnhof Berlin Zoologischer Garten eller blot Bahnhof Zoo er en banegård i Berlin, Tyskland. I det delte Berlin var den hovedfærdselsåren i Vestberlin og efter genforeningen var den en af de største jernbanestationer i den vestlige del af byens centrum. Denne status ophørte dog med åbningen af Berlin Hauptbahnhof i maj 2006. Bahnhof Berlin Zoologischer Garten er beliggende på Hardenbergplatz i bydelen Charlottenburg-Wilmersdorf tæt ved Berlin Zoo. Udover regionaltog standser både U-Bahn og S-Bahn (U2, U9, S5, S7, S75 og S9) på stationen. På Hardenbergplatz findes desuden det vestlige Berlins største busterminal.
Oprindeligt var Bahnhof Zoo en station på Berlins Stadtbahn og åbnede som sådan i februar 1882. I 1902 blev den første U-Bahn-linje i byen indivet og fik stop på stationen. Mellem 1934 og 1940 blev stationen genobygget og antallet af spor udvidet. I august 1961 fik stationen også et stop på den nye U-Bahn-linje U9. Selv om station kun havde to perroner og fire spor til fjerntog, blev den den vigtigste banegård i Vestberlin. 
I løbet af 1970'erne og 1980'erne blev Jebensstraße bag banegården et knudepunkt for handel med narkotika samt prostitution. Det første til en kraftig politiindsats i området fra slutningen af 1980'erne, hvilket standsede en stor del af problemet. I dag holder hjemløse til i nærheden af stationen, ligesom prostituerede mænd også gør det. I 1991 blev rockbandet U2 inspireret af stationen, da de skrev nummeret Zoo Station till Achtung Baby-albummet. På trods af protester fra handlende og lokale politikere, har station siden indvielsen af Berlin Hauptbahnhof i 2006 mistet sin betydning, idet fjerntog nu ikke længere standser ved stationen.
Stedet er desuden kendt som det sted, hvor den berømte misbruger Christiane Felscherinow holdt til som ung. Dette skildres i bogen og filmen Wir Kinder vom Bahnhof Zoo.
Berlin Zoo
| Foregående station            |  | S-Bahn Berlin            |  | Efterfølgende station            |
| ----------------------------- |  | ------------------------ |  | -------------------------------- |
| Savignyplatzmod Spandau       |  |                          |  | Tiergartenmod Strausberg Nord    |
| Savignyplatzmod Potsdam       |  |                          |  | Tiergartenmod Ahrensfelde        |
| Savignyplatzmod Westkreuz     |  |                          |  | Tiergartenmod Wartenberg         |
| Foregående station            |  | City Night Line          |  | Efterfølgende station            |
| Berlin-Wannseemod München Ost |  | Capella München - Berlin |  | Berlin Hbfmod Berlin-Lichtenberg |

52°30′26″N 13°19′57″Ø / 52.50722°N 13.33250°Ø